# Molly’s Game – Alles auf eine Karte
Molly’s Game – Alles auf eine Karte ist eine US-amerikanische Filmbiografie von Aaron Sorkin, die im September 2017 im Rahmen des Toronto International Film Festivals ihre Premiere feierte und am 25. Dezember 2017 in die US-amerikanischen Kinos kam. Der Film basiert auf den Memoiren von Molly Bloom.
Im Rahmen der Oscarverleihung 2018 war Sorkin für das beste adaptierte Drehbuch nominiert.

## Handlung
Molly Bloom hat in ihrem Leben schon viel gewonnen, aber auch schon ziemlich viel verloren. Ihre Skikarriere endete vorzeitig wegen einer schweren Rückenverletzung bei einem Qualifikationslauf für die Olympischen Spiele. Dies scheint einen Keil in die ohnehin bereits angespannte Beziehung zu ihrem Vater getrieben zu haben.
Molly überlegt sich, wie sie nun auf andere Art Geld verdienen kann, und zieht von Colorado nach Kalifornien, wo sie als persönliche Assistentin eines Mannes arbeitet, der Pokerspiele ausrichtet. Still und leise wird Molly zum eigentlichen Kopf des Geschäfts und etabliert Buy-Ins in Höhe von 10.000 US-Dollar, was für die reiche Kundschaft jedoch kein Problem zu sein scheint. Als ihre Kollegen und allen voran ihr Chef versuchen, sie aus dem Geschäft zu halten, zieht Molly nach New York, wo sie Pokerspiele mit noch exklusiveren Gästen und noch höheren Buy-Ins organisiert. Schnell greift Molly zu Drogen, und als sie auch Mitgliedern von drei unterschiedlichen russischen Verbrecherfamilien Zutritt gewährt, steigen die Buy-Ins gar auf 250.000 US-Dollar. Sie bietet bald zwei Spiele pro Tag an sechs Tagen in der Woche an und achtet darauf, dass bei den Veranstaltungen möglichst viele wunderschöne Frauen anwesend sind.
Eines Tages jedoch wird Molly vom FBI verhaftet und angeklagt, da die Strafverfolger hoffen, über sie Details über ihre Stammgäste zu erfahren. Da ihr eine lange Haftstrafe droht, bemüht sie sich um die Verpflichtung des kompetenten Anwalts Charlie Jaffey. Dieser zögert jedoch anfänglich, den Fall zu übernehmen, denn Mollys Vermögen wurde beschlagnahmt, und sie kann seine Honorare nicht bezahlen. Dennoch übernimmt er ihre Verteidigung.

## Produktion

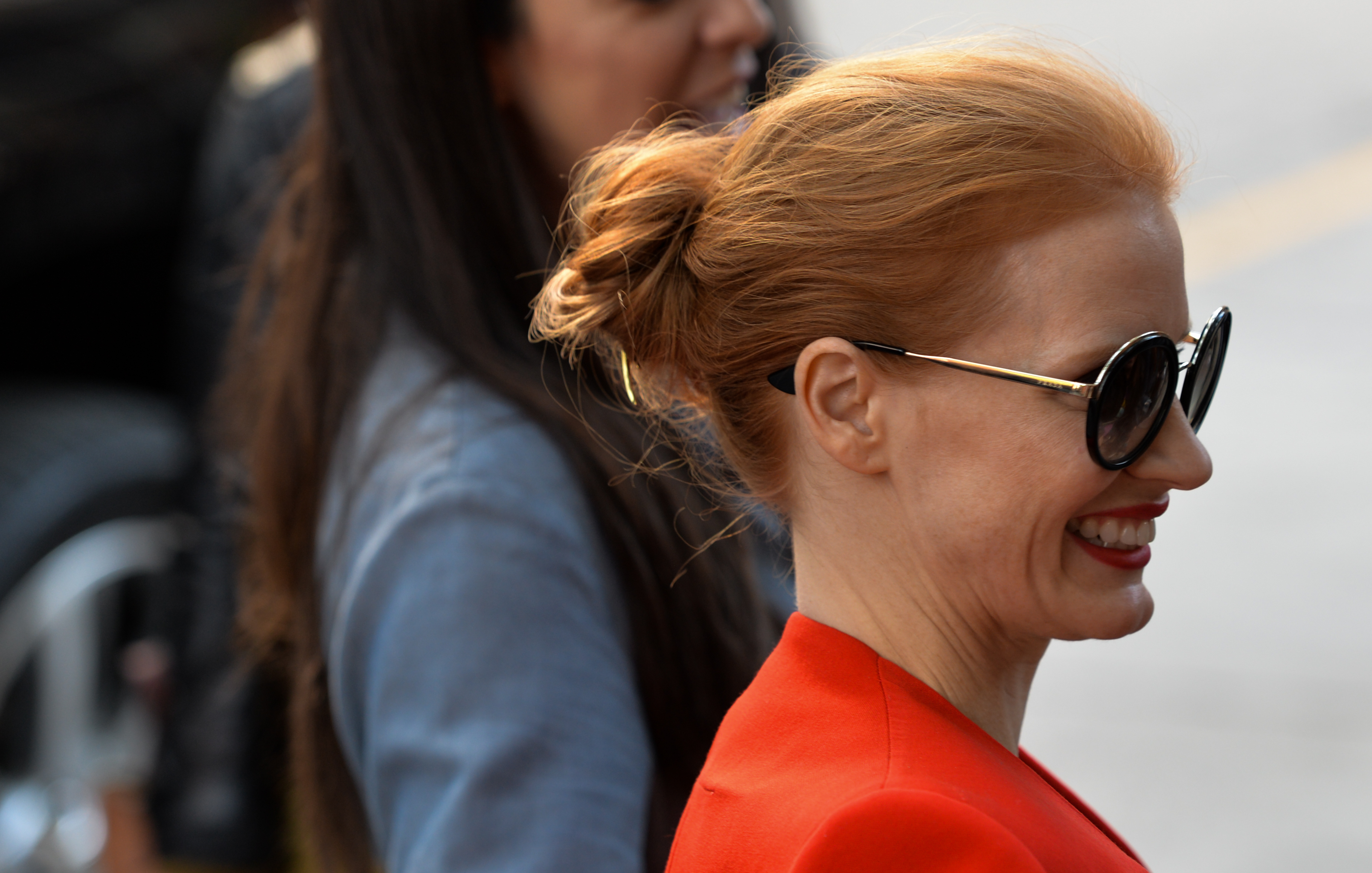
Jessica Chastain, die Molly Bloom spielt, bei der Premiere des Films in Toronto

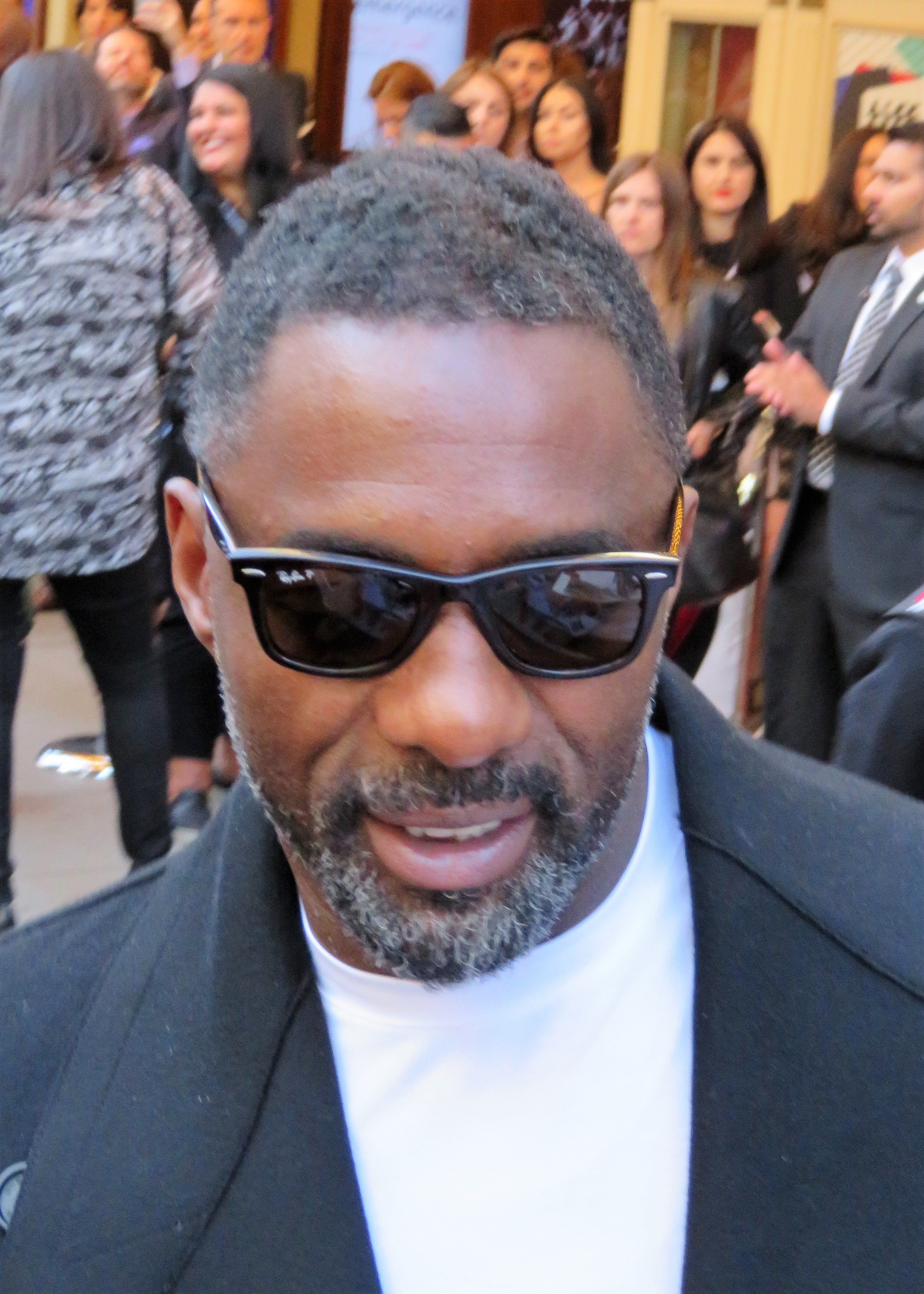
Idris Elba spielt im Film Blooms Rechtsanwalt

Der Film basiert auf den Memoiren von Molly Bloom, die von Aaron Sorkin für den Film adaptiert wurden, der bei diesem auch Regie führte. Es handelt sich um Sorkins Regiedebüt, der zuvor in erster Linie als Drehbuchautor gearbeitet hatte. Komplett lautet der Titel von Blooms Memoiren Molly’s Game: From Hollywood’s Elite to Wall Street’s Billionaire Boys Club, My High-Stakes Adventure in the World of Underground Poker. Als Blooms Träume von den Olympischen Spielen geplatzt waren, begann sie erst als VIP-Kellnerin zu arbeiten und dann illegale Pokerspiele zu organisieren. Bald schon gehörten ihre Veranstaltungen, mit denen sie mehrere Millionen im Jahr verdiente, zu den gefragtesten und exklusivsten in Hollywood und wurden von Schauspielern wie Leonardo DiCaprio, Tobey Maguire und Ben Affleck besucht. 2013 wurde Bloom im Alter von 36 Jahren festgenommen und wegen illegalen Glücksspiels angeklagt. Letztlich wurde ihr ganzes Vermögen beschlagnahmt, und sie wurde zu 200 Stunden Sozialarbeit und einem Jahr auf Bewährung verurteilt.
Jessica Chastain übernahm die Titelrolle von Molly Bloom, die als Jugendliche von Samantha Isler gespielt wird. Idris Elba übernahm die Rolle von Mollys Anwalt, und Kevin Costner spielt ihren Vater.
Die Filmmusik komponierte Daniel Pemberton. Sidney Schering von Quotenmeter.de bemerkt zu dem Ergebnis: „Daniel Pemberton, der sich in den vergangenen Jahren zu einem der findigsten Komponisten Hollywoods hochgearbeitet hat, setzt auf coole Riffs, verletzlich-melodische Zwischeneinschübe und zielstrebige Rhythmen, um so die richtige Klangkulisse für diesen zu Unrecht untergegangenen Film zu erschaffen.“ Der Soundtrack zum Film umfasst 20 Musikstücke und wurde am 5. Januar 2018 von Sony Classical veröffentlicht.
Der Film feierte am 8. September 2017 im Rahmen des Toronto International Film Festivals seine Premiere. Ende September 2017 stellte Sorkin den Film beim Zurich Film Festival vor, in dessen Rahmen er als Drehbuchautor mit dem Career Achievement Award ausgezeichnet wurde. Am 25. Dezember 2017 kam der Film in die US-amerikanischen Kinos und am 1. Januar 2018 in die Kinos im Vereinigten Königreich. Ein Kinostart in Deutschland erfolgte am 8. März 2018. Am 15. März 2020 wurde der Film in das Programm von Netflix aufgenommen.

## Rezeption

### Altersfreigabe
In Deutschland ist der Film FSK 12. In der Freigabebegründung heißt es: „Der Film zeigt eine Welt, in der illegales Glücksspiel sowie Alkohol- und Drogenkonsum zum Alltag gehören. Dies wird jedoch immer wieder kritisch hinterfragt, und die negativen Seiten des glamourösen Lebenswandels werden sehr deutlich gezeigt […] Auch eine emotional intensive Szene, in der Molly Bloom bedroht und zusammengeschlagen wird, kann von Zuschauer ab 12 Jahren im Kontext der Geschichte gesehen und verarbeitet werden.“

### Kritiken und Einspielergebnis
Der Film erreichte einen Wert von 82 Prozent auf dem Tomatometer von Rotten Tomatoes. Die durchschnittliche Kritikerwertung liegt bei 7,1 von 10 Punkten.
Todd McCarthy von The Hollywood Reporter sagt, mit seinem überfälligen Regiedebüt unterhalte Aaron Sorkin, lasse einen in jedes Detail dieser wilden Geschichte eintauchen und bediene sich hierbei einer herausragenden Besetzung, die ihm dabei helfe, diese zu erzählen.
Knut Elstermann von MDR Kultur meint, das "zähe, endlos lange und lahme Regiedebüt des großartigen Autors Aaron Sorkin scheitere leider auf jeder Ebene, weil es einerseits kaum Ambivalenzen zulasse und anderseits keinerlei Haltung zu seiner zwiespältigen Heldin habe: „Alles wird überdeutlich kommentiert bis hin zur peinlich-platten Schnelltherapie ihres Vater-Komplexes am Ende. Und selbst die geheimen, verruchten Pokerrunden wirken vollkommen harmlos. Beim Bingo im Altersheim ist mehr los.“
Auch Anne Haeming von Spiegel Online denkt, die Filmbiografie bleibe flach, denn Sorkin könne sich nicht entscheiden, weil er zum einen mit Poker und Sport gleich zwei Welten kombiniere, die er willkürlich als Metaphernpool fürs Leben ausweide: „Bluff und Strategie hier, Disziplin und Teamgeist dort. Sich nicht in die Karten schauen lassen, vereiste Abhänge runterjagen. Zum anderen zerfasert ihm das Thema.“ Auf der Oberfläche scheine dies eine Initiationsstory zu sein über eine, die erst in ihrem Sport fast ganz oben war, sich dann nur das Sofa von Freunden in L.A. leisten kann, so Haeming weiter, aber schließlich dank ihres fixen Hirns für ihren Boss unersetzlich werde.
Anna Wollner von Deutschlandfunk Kultur meint, der Film lebe von den Voice-Over-Kommentaren und seiner Hauptdarstellerin Jessica Chastain: „Auch wenn Sorkin manchmal mehr an ihrem Dekolletee als an ihrem Charakter interessiert zu sein scheint, liefert er mit Mollys Game einen der besten Pokerfilme der jüngeren Vergangenheit – ohne die Spannung aus dem Spiel zu ziehen, sondern allein aus dem Agieren und scharfen Beobachten seiner Heldin.“
Barbara Munker von den Aachener Nachrichten bezeichnete die schauspielerische Leistung von Jessica Chastain als einen Oscar-würdigen Auftritt, denn „selbstsicher, sexy und diszipliniert hält sie die Zügel in der von schwerreichen Männern und großen Egos dominierten Poker-Szene in der Hand. Chastain ist die Erzählerin, sie feuert mit Wortsalven um sich und kommt quasi in jeder Szene vor.“ Sie kritisierte das Ende des Films, lobte aber den Film als solchen: „Sorkin bringt den Vater für ein rührseliges Zusammentreffen wieder ins Spiel. Damit trägt der Regisseur am Ende etwas dick auf: Der mögliche Versuch, dem Drama noch mehr Tiefgang zu geben, wäre nicht nötig gewesen. Mit temporeicher Unterhaltung, einer fesselnden Hauptdarstellerin und dem Einblick in eine sonst völlig verborgene Welt hat ‚Mollys Game‘ schon genug zu bieten.“
Die weltweiten Einnahmen des Films aus Kinovorführungen belaufen sich bislang auf rund 59,3 Millionen US-Dollar.

### Auszeichnungen
Am 18. Dezember 2017 gab die Academy of Motion Picture Arts and Sciences bekannt, dass sich Daniel Pembertons Arbeit auf einer Shortlist befindet, aus der die Nominierungen in der Kategorie Beste Filmmusik im Rahmen der Oscarverleihung 2018 erfolgen werden. Im Folgenden eine Auswahl von Nominierungen im Rahmen weiterer Filmpreise.
Black Reel Awards 2018
- Nominierung als Bester Nebendarsteller (Idris Elba)[18]

British Academy Film Awards 2018
- Nominierung für das Beste adaptierte Drehbuch (Aaron Sorkin)[19]

Critics’ Choice Movie Awards 2018
- Nominierung für das Beste adaptierte Drehbuch (Aaron Sorkin)
- Nominierung als Beste Hauptdarstellerin (Jessica Chastain)[20]

Directors Guild of America Awards 2018
- Nominierung für die Beste Debütregie (Aaron Sorkin)[21]

Eddie Awards 2018
- Nominierung für den Besten Filmschnitt – Drama (Alan Baumgarten, Elliot Graham und Josh Schaeffer)[22]

Golden Globe Awards 2018
- Nominierung für das Beste Drehbuch
- Nominierung als Beste Hauptdarstellerin (Jessica Chastain)

Los Angeles Online Film Critics Society Awards 2018
- Nominierung als Bester Film
- Nominierung als Bester Erstlingsfilm
- Nominierung für das Beste adaptierte Drehbuch (Aaron Sorkin)
- Nominierung als Beste Hauptdarstellerin (Jessica Chastain)
- Nominierung als Bester Nebendarsteller (Idris Elba)[23]

Oscarverleihung 2018
- Nominierung für das Beste adaptierte Drehbuch (Aaron Sorkin)

Palm Springs International Film Festival Awards 2018
- Auszeichnung mit dem Chairman’s Award (Jessica Chastain)[24]

Producers Guild of America Awards 2018
- Nominierung als Bester Film (Mark Gordon, Amy Pascal und Matt Jackson)

Satellite Awards 2017
- Nominierung für das Beste adaptierte Drehbuch (Aaron Sorkin)
- Nominierung als Beste Filmschauspielerin (Jessica Chastain)[25]

Writers Guild of America Awards 2018
- Nominierung für das Beste adaptierte Drehbuch (Aaron Sorkin)